# Liste der Marskrater/J
| Name           | Benannt nach                                         | Lage                | ⌀ (km) | Name gültig seit |
| -------------- | ---------------------------------------------------- | ------------------- | ------ | ---------------- |
| Jaisalmer      | Jaisalmer, Ort in Indien                             | 33,49° N, 84,14° O  | 015,0  | 2018             |
| Jal            | Jal, Ort in New Mexico, USA                          | 26,25° S, 28,76° W  | 04,8   | 1976             |
| Jama           | Jama, Ort in Tunesien                                | 21,39° N, 53,18° W  | 02,9   | 1988             |
| Jampur         | Jampur, Ort in Pakistan                              | 38,71° N, 81,55° W  | 027,9  | 1991             |
| Janssen        | Jules Janssen (1824–1907), französ. Astronom         | 2,69° N, 37,61° O   | 153,6  | 1973             |
| Jarry-Desloges | René Jarry-Desloges (1868–1951), französ. Astronom   | 9,37° S, 83,85° O   | 093,4  | 1973             |
| Jeans          | James Jeans (1877–1946), brit. Physiker und Astronom | 69,64° S, 154,18° O | 073,6  | 1973             |
| Jen            | Jen (Nigeria)                                        | 39,88° N, 10,57° W  | 08,8   | 1976             |
| Jezero         | Jezero (Bosnien und Herzegowina)                     | 18,41° N, 77,69° O  | 047,5  | 25. Juli 2007    |
| Jezža          | Jesscha, Ort in Russland                             | 48,42° S, 37,92° W  | 09,2   | 1976             |
| Jiji           | Jiji, Stadt in Taiwan                                | 8,77° N, 1,74° W    | 02,0   | 2018             |
| Jijiga         | Jijiga, Stadt in Äthiopien                           | 25,11° N, 53,95° W  | 016,2  | 1976             |
| Jodrell        | Jodrell-Bank-Radioobservatorium in England           | 47,47° N, 132,3° O  | 03,0   | 1979             |
| Johannesburg   | Johannesburg, Stadt in Südafrika                     | 47,92° N, 133,19° O | 01,2   | 1979             |
| Johnstown      | Johnstown (Pennsylvania), USA                        | 9,8° S, 51,07° W    | 03,4   | 2006             |
| Jojutla        | Jojutla, Ort in Mexiko                               | 81,59° N, 169,8° W  | 019,3  | 2006             |
| Joly           | John Joly (1857–1933), irischer Geologe              | 74,5° S, 42,69° W   | 077,0  | 1973             |
| Jones          | Harold Spencer Jones (1890–1960), brit. Astronom     | 18,88° S, 19,83° W  | 090,1  | 1973             |
| Jori           | Jōri (Südkorea)                                      | 28,38° S, 83,4° O   | 031,0  | 2018             |
| Jörn           | Jörn (Schweden)                                      | 27,19° S, 76,43° O  | 020,5  | 14. Sep. 2006    |
| Jumla          | Jumla, Ort in Nepal                                  | 21,29° S, 86,44° O  | 049,2  | 2006             |